# Anatolij Isajevič Kudrjavicki
Anatolij Isajevič Kudrjavickij (rusko Анатолий Исаевич Кудрявицкий; znan tudi kot Anatoly Kudryavitsky) - rusko-irski pesnik, romanopisec in literarni prevajalec). * 17. avgust 1954, Moskva, Sovjetska zveza. 

## Življenje
Po očetu je Poljak, po materi Irec. Študiral je na medicinski fakulteti v Moskvi, kasneje pa še irsko zgodovino in kulturo. Delal je kot raziskovalec v imunologiji, kot novinar in literarni prevajalec. Leta 1978 je začel pisati poezijo, vendar je lahko izdajal le v samizdatu. Bil je na črni listi leta 1979, in je moral počakati do leta 1989 do glej svojo prvo kratko zgodbo objavil. Njegov prvi izbor pesmi pojavil v reviji v letu 1990.
Od leta 1993 do 1995 je bil član skupine "meloimaginistov" (novih imaginistov). Urejal je literarne revije Strelec, Inostrannaja literatura, in različne antologije nove ruske poezije in kratkih zgodb. Prav tako je prevedena v angleškem jeziku avtorjev v ruščino (John Galsworthy, William Somerset Maugham, Stephen Leacock, Arthur Conan Doyle, Emily Dickinson, Stephen Crane, Jim Morrison in Imagist pesnikov). Prevajal je tudi pesmi Tomaža Šalamuna v ruščino. Prejel je neodvisno nagrado za najboljšo prevedeno knjigo v letu 2001. Je član Moskovske pisateljske zveze. Leta 1998 je ustanovil Rusko pesniško društvo in bil njegov prvi predsednik.
Kmalu po odhodu v Nemčijo (1999) je bil izvoljen v upravni odbor Mednarodne federacije pesniških zvez do leta 2005. Leta 2002 se je preselil na Irsko in je od takrat živel v Dublinu; piše poezijo in haiku pa v angleščini in prozo pa v ruščini. Leta 2006 je ustanovil irski haiku društvo in je bil izvoljen za predsednika. Leta 2010 je bil član žirije Mednarodne IMPAC dublinske literarne nagrade.

## Knjige poezije

### V ruščini
- Осенний корабль, pesniška zbirka v ruščini, UDN University Press, Moscow, 1991
- Запечатанные послания, pesniška zbirka v ruščini, Valentine Books, Moscow, 1992
- Звезды и звуки, pesniška zbirka v ruščini, Lenore Books, Moscow, 1993
- В белом огне ожидания, pesniška zbirka v ruščini, Sov-VIP Press, Moscow - Oslo, 1994
- Поле вечных историй, pesniška zbirka v ruščini, Third Wave, Moscow/Jersey City, N.J., 1996
- Стихи между строк, pesniška zbirka v ruščini, omejena naklada, Third Wave, 1997
- Граффити, pesniška zbirka v ruščini, Third Wave, 1998
- Поэзия безмолвия, antologija, A&B Press, Moskva, 1999
- Zhuzhukiny deti, ruske kratke ygodbe v drugi polovici 20. stoletja, antologija, NLO Books, Moskva, 2000).
- Imagism, antologija, Progress Publishing, Moskva, 2001
- Visitors' Book, pesniška zbirka v ruščini, Third Wave, 2001
- Ветер зеленых звезд. Новые и избранные стихотворения (Veter zelene zvezde. Nove in Izbrane pesmi). DOOS, Moskva, 2015. ISBN 978-5-9906507-5-6
- Книга гиммиков, или Двухголовый человек и бумажная жизнь (Knjiga trikov ali Življenje z dvema glavama in življenje papirja). Избранная стихопроза. Moskva: založba Evg. Stepanova, 2017. ISBN 978-5-91865-463-7

### V angleščini
- Shadow of Time, pesniška zbirka v angleščini, Goldsmith Press, Newbridge, Ireland, 2005
- A Night in the Nabokov Hotel, 20 sodobnih pesnikov iz Rusije, Dedalus Press, Dublin 2006
- Morning at Mount Ring, pesniška zbirka v angleščini, Doghouse Books, Tralee, Ireland, 2007
- Capering Moons, pesniška zbirka v angleščini, Doghouse Books, Tralee, Ireland, 2011
- Bamboo Dreams, irski haiku, antologija. Doghouse Books, Tralee, Ireland, 2012
- Horizon (Obzorje), haiku. Red Moon Press, ZDA, 2016. ISBN 978-1-9368486-6-9
- The Two-Headed Man and the Paper Life (Življenje z dvema glavama in življenje papirja). Mad-Hat Press, ZDA, 2019. ISBN 978-1-941196-87-8
- Scultura involontaria (angleščina, z italijanskimi prevodi). Casa della poesia, Italija, 2020. ISBN 978-88-86203-97-5

### Novele
- Истории из жизни сыщика Мыллса (The Case-Book of Inspector Mylls), roman, Založba Zaharova, Moskva, 2008 ISBN 978-5-8159-0875-8
- Летучий голландец (Leteči Holandec), roman. Založba Text, Moskva, 2013 ISBN 978-5-7516-1178-1
  - Druga izdaja. Založba EKSMO, 2019. ISBN 978-5-04-102839-8
- Игра теней в бессолнечный день (Igra senc v senčnega dan), roman. Založba Text, Moskva, 2014 ISBN 978-5-7516-1232-0

### Knjiga zgodb
- Парад зеркал и отражений (Parada ogledal in odsevov). Založba Text, Moskva, 2017. ISBN 978-5-7516-1410-2